# バジェ・デ・ブラボ (メヒコ州)
バジェ・デ・ブラボ（Valle de Bravo）は、メキシコのメヒコ州にある基礎自治体。地元では単に「El Valle」（谷）と呼ばれる。メキシコシティの150km西に位置している。湖に隣接した風光明媚な町で、首都圏から気軽に行ける行楽地である。プエブロ・マヒコ選出の町の一つ。